# Mury
Mury (Muros) es una canción protesta escrita por cantante polaco Jacek Kaczmarski en 1978, basada en la canción de Lluís Llach L'Estaca.  
En los años 80 la canción alcanzó gran popularidad en Polonia, convirtiéndose en himno no oficial del movimiento clandestino contra el régimen comunista de la entonces República Popular de Polonia. A pesar de que la letra de la canción es principalmente una crítica a ciertos aspectos de los movimientos de masas, fue entendida como un himno antiautoritario.